# Karl Lichtwark

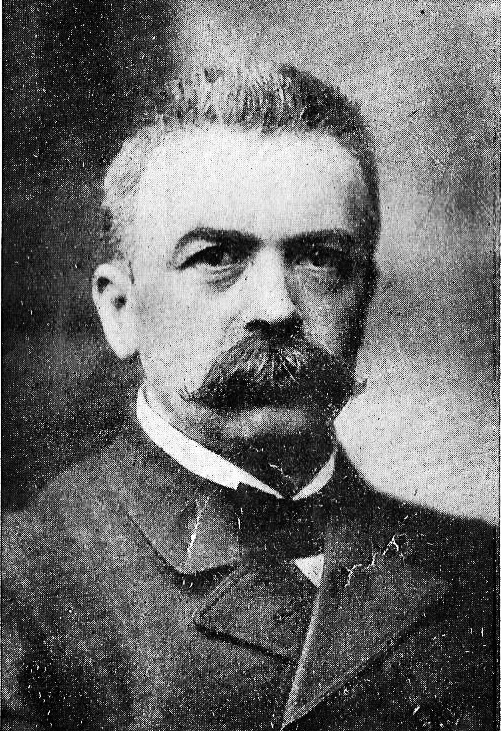
Carl Lichtwark

Karl Ludwig Wilhelm Lichtwark (* 19. September 1859 in Kleinenbremen; † 3. Januar 1931 in Lübeck) war ein deutscher Organist und Komponist.

## Leben

### Herkunft
Lichtwark war der Sohn des Pädagogen Franz Carl Lichtwark (1828–1906). Alfred Lichtwark war sein Vetter, der Maler Paul Lichtwark sein Bruder. Sein Vater war 1852 in die Brüderschaft des Rauhen Hauses eingetreten und leitete als Hausvater verschiedene Erziehungs- und Fürsorge-Einrichtungen, so seit 1856 die Armen-Ackerbauschule in Siebenhufen bei Görlitz und ab 1859 das Rettungshaus „Gotteshütte“ in Kleinenbremen, wo Karl geboren wurde. 1868 zog die Familie nach Lübeck, wo der Vater Leiter des Rettungshauses am Dritten Fischerbuden an der Wakenitz wurde.

### Laufbahn
Karl Lichtwark war Zögling im Rettungshaus, besuchte das Präparandeum und danach das Lübeckische Lehrer-Seminar. Hier lernte er das Orgelspiel beim Marienorganisten Hermann Jimmerthal, bei Karl Häßler und in Berlin bei Carl August Haupt.
Im Alter von 19 Jahren erhielt Lichtwark die Berufung zum Organisten der Petrikirche in Lübeck. Als Nachfolger Johann Daniel Zacharias Burjams setzte er dessen rege Konzerttätigkeit nicht nur fort, sondern baute sie noch aus.
Als Nachfolger seines Lehrers Hermann Jimmerthal berief man ihn 1887 als Organist an die Marienkirche. Dieses Amt sollte er bis zu seiner Pensionierung am 1. April 1929 innehaben. Er gründete 1891 die Vereinigung für kirchlichen Chorgesang für den Vokalteil seiner Konzerte. Für die dortigen Jahresschlussgottesdienste schuf er ein Präludium für zwei Orgeln zu Nun danket alle Gott. Um die Begleitung von Chor und Solisten zu erleichtern, ließ er 1900 die Orgel auf dem Lettner der Marienkirche unter Beibehaltung der Fassade durch ein zweimanualiges, pneumatisches Werk des Orgelbaumeisters Emanuel Kemper erweitern. Nachdem das neue Marienwerkhaus erbaut worden war, erhielt er eine neue Amtswohnung in dessen zweiten Stock.
So wie einst Dieterich Buxtehudes Abendmusiken berühmt waren, so waren es 1916 die spätsommerlichen Orgelkonzerte an den Mittwochnachmittagen. In ihnen breitete Lichtwark, dessen Grundstein in Bachs „Wohltemperierten Klavier“ fußte, den ganzen Schatz der kirchlichen Musikliteratur aus. In Anerkennung der hohen Verdienste Lichtwarks um die Pflege der Musik in Lübeck beschloss der Lübeckische Senat in der Versammlung vom 23. September 1916, ihm aus Anlass des 25-jährigen Bestehens der Vereinigung für kirchlichen Chorgesang den Titel eines Professors zu verleihen. Insbesondere die Pflege der klassischen Kirchenmusik bei den Gottesdiensten und den in der St. Marienkirche stattfindenden feierlichen Veranstaltungen sowie auch bei den von ihm ins Leben gerufenen sich zu jener Zeit noch immer von einer stetig wachsenden Teilnahme getragenen Kirchenkonzerte rechtfertigten die Entscheidung.
Neben seiner Organisten- und Chorleitertätigkeit war Lichtwark vielfältig als Lehrer am Lehrerseminar und Konservatorium tätig. Jan Bender war einer seiner Schüler. Bei zahlreichen Orgel- und Glockenprojekten war Lichtwark als Sachverständiger beteiligt.
Er starb 1931 und wurde auf dem Burgtorfriedhof beigesetzt.

### Familie
Lichtwark war mit Mathilde Christiane Henriette, geb. Hahn verheiratet. Das Paar hatte vier Kinder. Eine der Töchter heiratete Lichtwarks Schüler und späteren Organisten an St. Nicolai in Mölln, Rudolf Ude.

## Werke
- Vier Geistliche Gesänge für gemischten Chor a capella. Hamburg: von Festenberg-Pakisch / Leipzig: Forberg

1: Passionsmotette
2: Busstags-Motette, Digitalisat, Stadtbibliothek Lübeck
3: Geistliches Lied, Digitalisat, Stadtbibliothek Lübeck
4: Hymne
- Methodische Vorübungen für das Singen nach Noten: für Schulzwecke bearbeitet. - 7, unveränd. Aufl. - Hamburg; Leipzig: A. J. Benjamin, Musikverlag 1912
- Die drei Orgeln in St. Marien zu Lübeck. Lübeck: Borchers 1925